# Општина Кисиндија (Арад)
Кисиндија (рум. Chisindia) општина је у Румунији у округу Арад.
Oпштина се налази на надморској висини од 277 m.